# クルヤ
クルヤ（アルバニア語: Krujë）は、アルバニアの都市および基礎自治体でアルバニア北中部に位置し、クルヤ県と基礎自治体の行政的な中心である。人口は15,900人で、クルヤ山とイーシュム川の間に位置し、アルバニアの首都ティラナからは20キロメートル離れている。
かつてイリュリア人の部族アルバニ族（Albani）が暮らしおり、1190年にクルヤはアルバニアでは中世で最初の自治を得た国であるアルバノン公国の首都であった。後にアルバニア王国の首都となり、15世紀初期にオスマン帝国に侵略されたが、1443年にレージョ同盟のリーダーであるスカンデルベグにより1468年に亡くなるまで3度のオスマンの包囲を防ぐことに成功している。4度目のオスマンの包囲によって1478年に併合された。1906年にオスマンに対する地元の反乱があり、1912年にアルバニアの独立が宣言された (en) 。
1910年代中頃クルヤは一度、短命のエッサード・パシャ・トプタニにより成立した中央アルバニ共和国とアルバニア公国との間の戦場となった。1914年トプタニは町を支配したが、同じ年にプレンク・ビブ・ドーダにより公国に再び併合された。第二次世界大戦中、抵抗勢力のリーダーアバーザ・クーピが活躍している。クルヤにはクルヤ城に囲まれたスカンデルベグ博物館や国立民族博物館がある。

## 語源

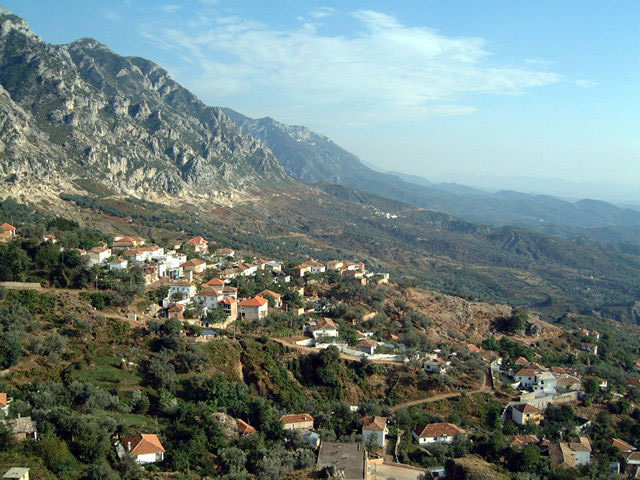
城の南壁からの街の眺め

クルヤの地名はアルバニア語のkroiに関連し、泉や噴水を意味している。アルバニア語ではKrujë か Krujaの街の名称で知られる。ビザンティンの7世紀初期の文書ではクロアイ Kroaiで残され、中世のラテン語では クロイアCroiaやクロヤCroya 、 クロアルムCroarumで知られていた。オスマン時代にはトルコ語でアキ・ヒサールAk Hisarや アクチャヒサールAkçahisarで知られ、 ak は白を hisarは城を意味している。

## 地理
クルヤはクルヤ山（Mali i Krujës）麓の海抜 600メートル（1,969ft）の地点のクルヤ峡谷に位置し、町の南部や西部はイーシェム川の平坦な土地にある。 町はアルバナイズ地殻構造帯外側の北側に位置し、炭酸塩床の背斜を構成している。クルヤ自治体の中心で自治体にはバルカネシュ（Barkanesh）、ブレ（Brre）、ピツェラーグ（Picerragë）などの村も含まれる。近隣の都市はティラナが20キロメートル、ドゥラスは37キロメートル離れた地点に位置する。

## 歴史

### 古代
古代のクルヤ周辺の地域にはイリュリア人の部族であるアルバニが住んでおり、鉄器時代のイリュリア人の一部族アルバニの集落ズグルデーシュ（Zgërdhesh）が近くに位置する。 一部の学者はこの場所がアルバニの主要な集落でアルバノポリスと同一視し、他にアルバノポリスはクルヤそのものと同一視するものもある。イリュリア戦争時、共和政ローマによりクルヤは攻略された。

### 中世
中世初期の5-6世紀の埋葬地から衣服や武器などの遺物がクルヤでは見つかっており、それらは高い身分で裕福な者の埋葬地を示している。元々のクルヤ城は中規模であったが、他のクルヤの街の中心のように6世紀から9世紀にかけ広がっていった。1190年、クルヤは中世のアルバニアでは初の独立した国であるプロゴン家のプロゴン公が創建したアルバノン公国の首都となった。 ゴレムの時代、公国は無くなりアルバニア王国に併合された。13世紀から14世紀にかけビザンティンの領域となりのちにセルビア帝国が都市を支配するようになった。アルバニア王国は1363年から1368年にかけ消滅し、カール・トピアはアルバニア王国の首都であったドゥラスを攻略し、領土が併合されその中にはクルヤも含まれ1363年にトピアの公国となった。 (en) 1389年以降、トピア家は徐々に町を支配する力を失い1395年にはオスマンの封臣の支配下となった。15世紀初期にオスマンはクルヤでの支配権を失い、ニケタ・トピアが攻略し1415年に力を取り戻している。 その後、クルヤは再びオスマンに攻略され アルバニア・サンジャクに併合されSubaşilikの地位を持つ行政区画で構成されたと1431年の地域の記録簿には残されている。

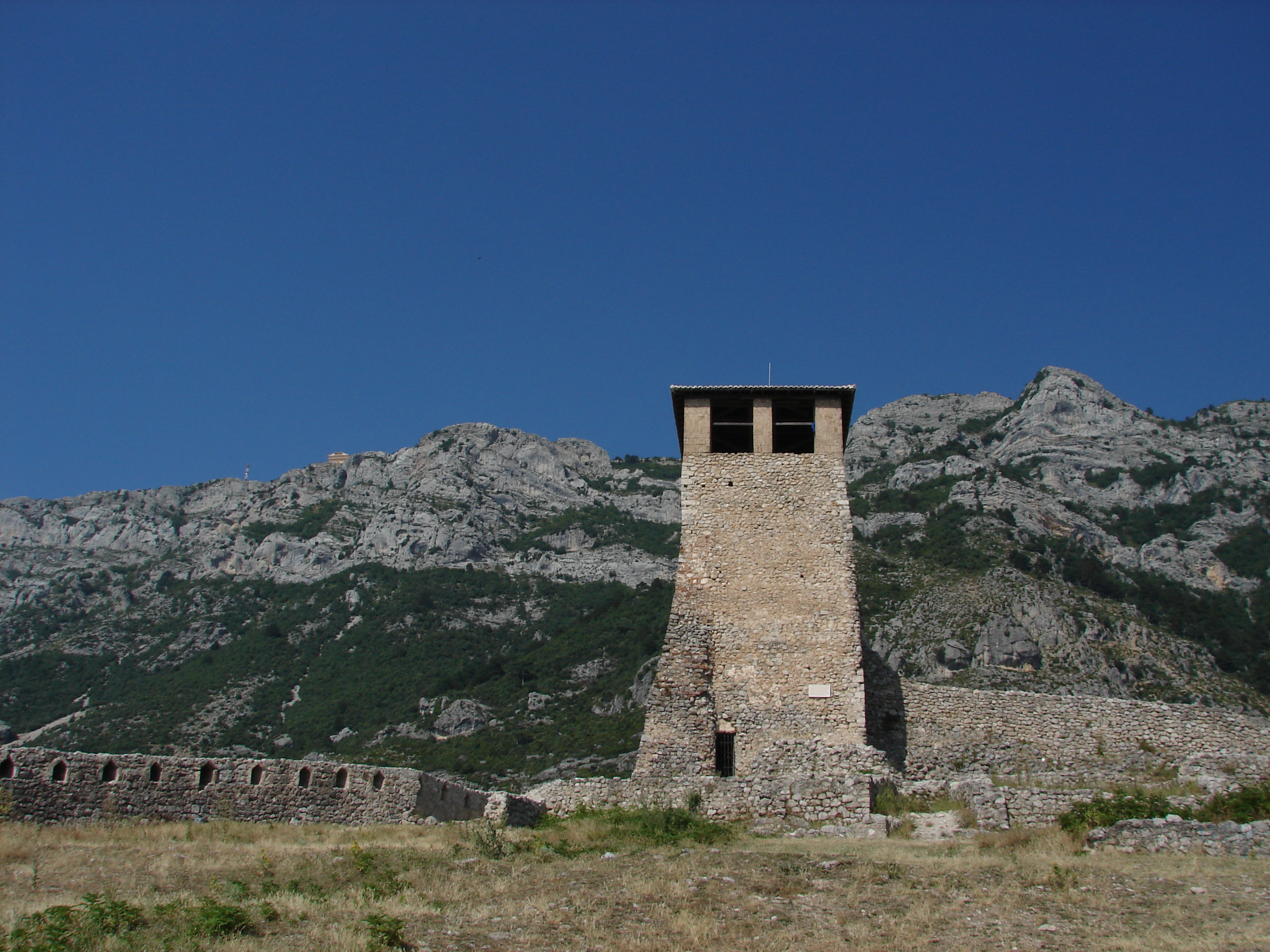
クルヤの最高地点に位置するランドマークのクルヤ城

1437-1438年、スカンデルベグはこの地域の統治者であった。それ以前は、ヒジィル・ベイであったが1438年ヒジィル・ベイは再びクルヤのスバシ（subaşi,統治者）に1440年に代わるまで任命された。1443年11月28日にスカンデルベグはスルタンへの偽の手紙によりクルヤの支配権を得ている。 1444年、スカンデルベグはクルヤをアルバニアの公国の同盟であるレジャ同盟に併合した。1450年から1477年にかけクルヤはアルバニアの軍勢によりオスマンの攻撃からクルヤの防御に成功していたが、1478年の4回目の包囲 (en) により陥落した。1450年の最初のクルヤ包囲 (en) ではナポリ王国の貴族ヴラーナ・コンティ下の1,500から2,000のレジャ同盟の兵士によりムラト2世率いる10万の兵を破っている。オスマンはコンティに町の城塞を放棄するように買収を試みた。その後の10年間、クルヤは最初に1466年 (en) に包囲され続いて1467年 (en) に包囲されたがバッバラン・パシャとメフメト2世による合計15万におよぶ軍隊はいずれも失敗に終わっている。スカンデルベグの死後、1468年街の守備隊にはヴェネツィア共和国の軍隊が加えられた。1476年にクルヤは再び10万を超えるゲディック・アフメド・パシャ下の軍隊により包囲されたが、傭兵隊長（proveditor (en) ）ピエトロ・ヴェットゥリ率いる守備隊はオスマンの包囲を防戦し、その後フランチェスコ・コンタリニ（Francesco Contarini）、ニコレル・ドゥカジニ（Nikollë Dukagjini）下の援軍が到着した。クルヤの街は年を越した包囲の後1478年にオスマンの手に落ちた。 クルヤでの成功はその後のシュコドラ包囲の良い前兆となった。

### 近現代
オスマン帝国支配下のナショナリズムの台頭によりクルヤは様々な反オスマン勢力の戦いの場となりそれらは新しい押し付けられた税金とも関連していた。1906年にクルヤの人々はもう一度、オスマン帝国に反乱を起こした。 シュコドラの知事Wāli (en) サリ・ゼキ・パシャはオスマン軍の4つの大隊をクルヤの反乱者に対抗するために駐屯地に送った。1906年9月20日にクルヤの指導者とオスマンの外交官はクルヤのタライベ（Tallajbe）地区で街の行政上の地位について話し合ったが、シェミシパシャ下のオスマンの軍隊は抵抗勢力の指導者の待ち伏せ攻撃を行った。 タライベでの戦いは後に歴史で知られるところとなり、30人の死者の中には関係のない市民も含まれていた。

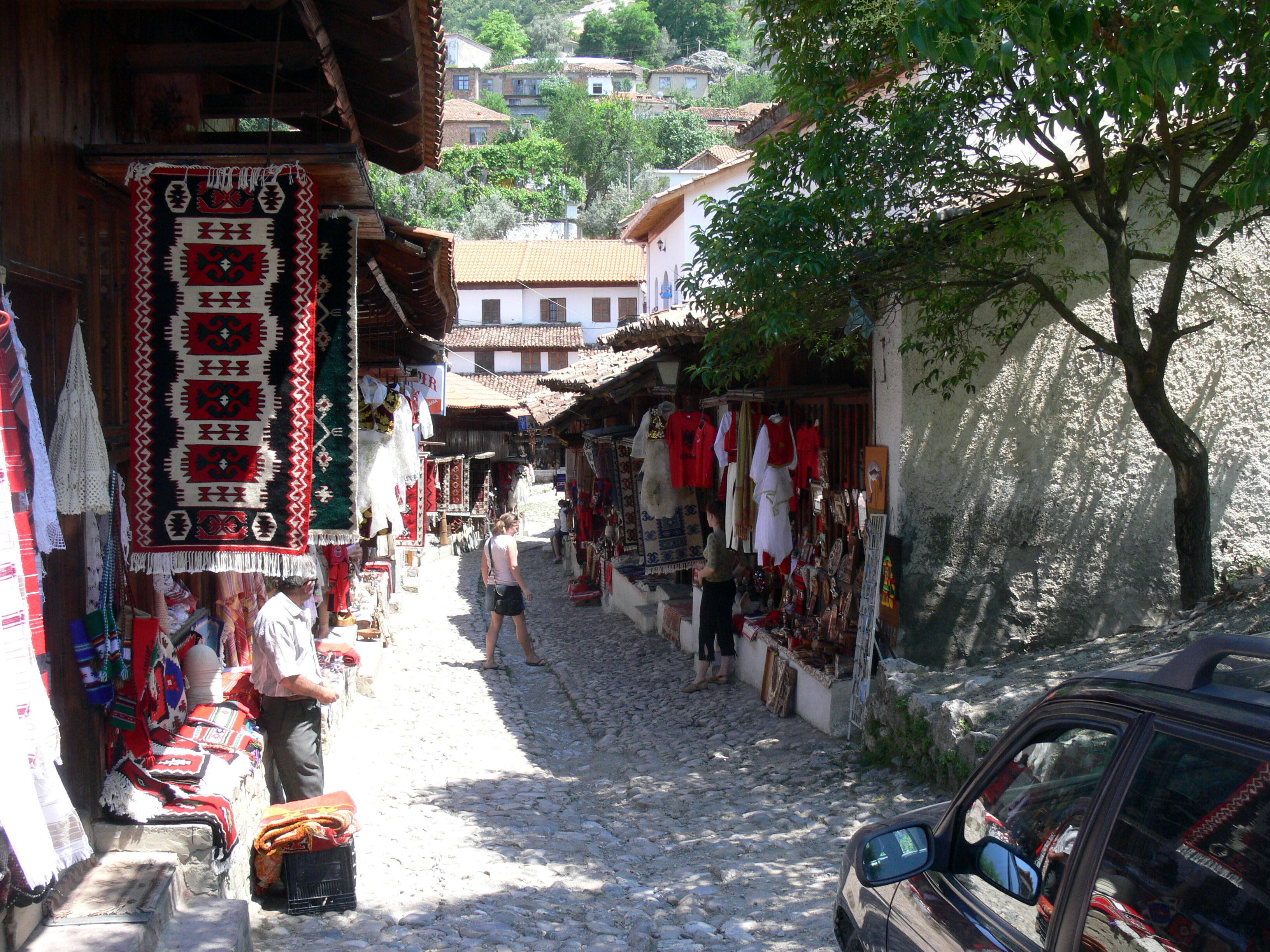
バザールの小道

1914年トプタニ家の名士でオスマンの将校であったエッサード・トプタニとオスマンの軍は街を攻略しトプタニの動きの中心であった中央アルバニア共和国に併合したが同じ年の6月にプレンク・ビブ・ドーダによりアルバニア公国に再統合された。1914年12月20日に地元のアブディ・トプタニとメフメット・ジナーリ率いる反エッサード派はクルヤ連合を形成し、その権力を中央アルバニアに拡大していった。
イタリアのアルバニア侵攻によりイタリア王国の保護国となった。ムスタファ・メルリカ・クルヤはクルヤの地元の人物で新しい政権の首相になり反体制派のグループから街を守るために300人の憲兵隊を組織した。しかしながら、すぐに反体制派のリーダーアバズ・クピや他のクルヤ出身者により最初のクルヤでの常設の抵抗勢力が作られ徐々に地域を支配するようになった。 1943年、国民戦線 (en) が組織されアルバニアの民族解放運動（LNÇ）が企てられ、親反体制派政府が作られクルヤは首府となるがこの企てはLNÇのリーダーにより退けられた。1944年11月までにドイツの駐留軍は打ち破られ、 LNÇの軍隊がクルヤに町に入った。

## 文化

### 宗教
古代のクルヤで異教 (en) の儀式に使われていた場所はキリスト教の広がりにより、アレクサンデルを奉じた教会がクルヤ山近くに建てられた。9世紀後半には司教の一人であるクルヤのダビデが言及され、この人物は第四回十字軍に参加している。10世紀初期にドゥラス大主教座のビザンティンの正教会の主教区が置かれた。1167年にはカトリック教会の司教座がクルヤに設立され、司教はアレクサンデル3世により任命される。1284年にビザンティンはカトリックの司教を追い出し、その後ステファン・ウロシュ2世ミルティンが町を攻略し彼もまたカトリック司教のアンドレアス・クロエニシスを追い出している。歴史家ダニエル・ファラーティのイリクム・サクルムの文書によれば14のカトリックの司教が1286-1694年には町には居た。歴史家コンラート・オイベルの文書では4人の司教が加えられている。ベクタシズムはクルヤ地域では18世紀初期に導入された。
オスマン支配時、熱心なベクタシュ教団のサリ・サルティクにより聖アレクサンドル教会の近くにテッケ（礼拝所）が建てられた。1788-89年にドルマ家（Dollma）により城の近くに、ドルマテッケが建てられた。1807年にアリ・パシャがクルヤが送ったシェイク・ミミ（Sheikh Mimi）により他のテッケが設立された。しかしながら、シェイク・ミミはカプラン・パシャにより処刑されババ・フサイン Baba Husayn により19世紀半ば元に戻った。

### 博物館

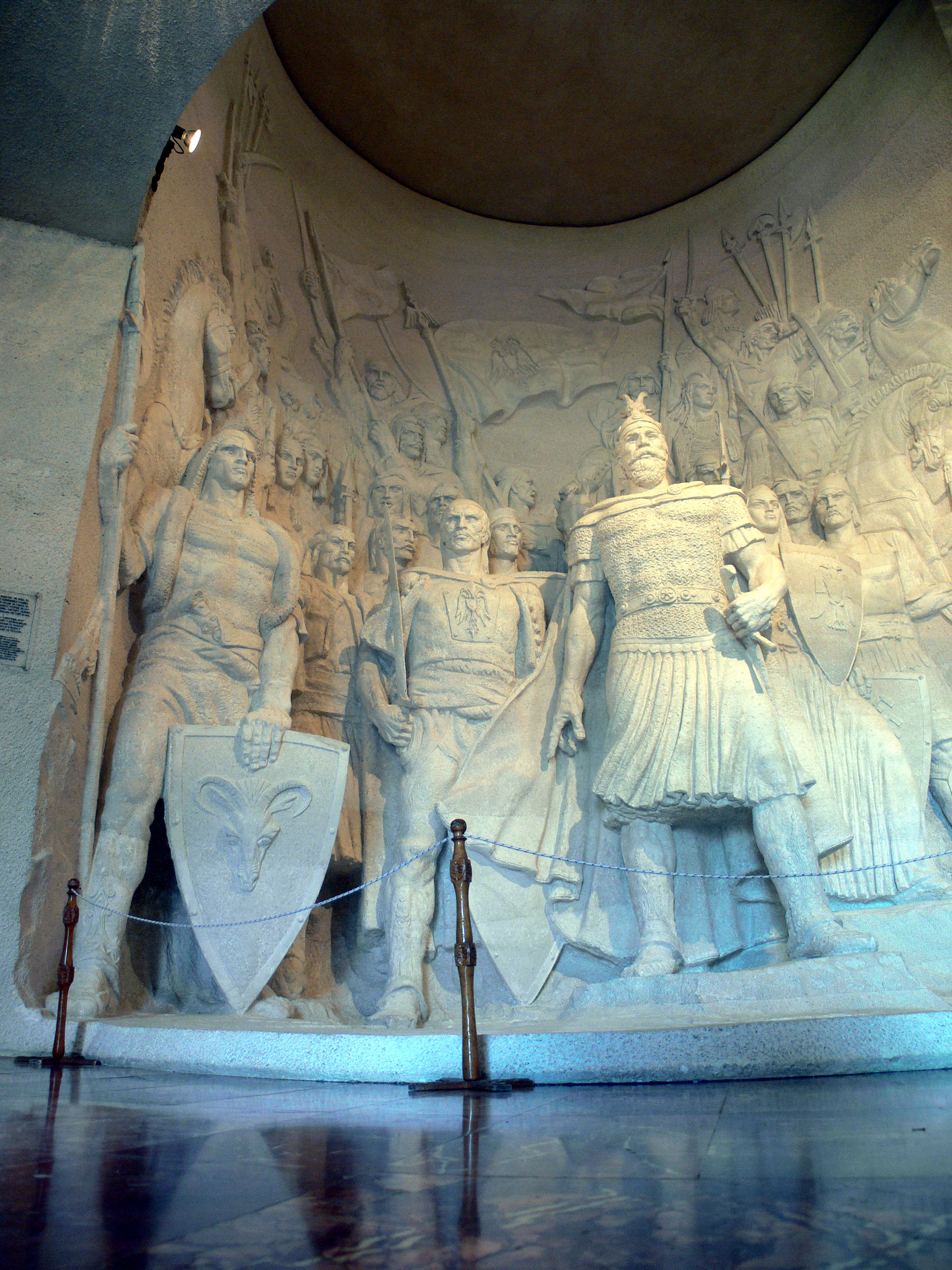
レジャ同盟の彫像　クルヤ国立博物館

クルヤの博物館にはスカンデルベグ博物館と国立博物館が含まれる。スカンデルベグ博物館は1982年に設立され、クルヤ城に囲まれた場所にある。収蔵品には15世紀のアルバニアとオスマンの戦争でオスマンが4度城を包囲した時の時代の品が含まれる。 国立民族博物館がクルヤに設立されたのは1989年で、トプタニ家が1764年に建てた15-6のヴィラに位置する。主な展示品は伝統工芸品で、これらは60から500年前に遡る。

### スポーツ
クルヤの主要なサッカークラブはKS Kastriotiで、1926年に設立され1951年の短期間Puna Krujëのチーム名であった。クラブのホームスタジアムであるカストリオティスタジアムの収容人員は8,500人である。

### 文献
- Birge, John (1994). Encyclopedia of world art. Luzac Oriental. ISBN 1-898942-00-5 2011年2月26日閲覧。
- Elsie, Robert (2004). Historical dictionary of Albania. Scarecrow Press. ISBN 978-0-8108-4872-6 2011年1月16日閲覧。
- Fischer, Bernd Jürgen (1999). Albania at war, 1939–1945. Purdue University Press. ISBN 978-1-55753-141-4 2011年1月31日閲覧。
- Frashëri, Kristo (2002) (Albanian), Gjergj Kastrioti Skënderbeu: jeta dhe vepra, 1405–1468, Tiranë: Botimet Toena, ISBN 99927-1-627-4
- Gibb, Hamilton Alexander Rosskeen (1970). The Encyclopaedia of Islam. Brill Archive 2011年1月26日閲覧。
- Hardin, A. F. (2000). European societies in the bronze age. Cambridge University Press. ISBN 0-521-36729-8 2011年2月26日閲覧。
- Historia e Popullit Shqiptar. Academy of Sciences of Albania. (2002). ISBN 99927-2-960-0
- Jaques, Tony (2007). Dictionary of battles and sieges: a guide to 8,500 battles from antiquity through the twenty-first century. Greenwood Publishing Group. ISBN 978-0-313-33538-9 2011年1月18日閲覧。
- Lala, Etleva; Gerhard Jaritz (2008年). “Regnum Albaniae and the Papal Curia”.   Central European University. p. 32. 2011年2月26日閲覧。
- Myers, Samuel (1959). Encyclopedia of world art. McGraw-Hill. ISBN 0-521-36729-8 2011年2月26日閲覧。
- “National Agency of Tourism of Albania”. 2011年1月18日閲覧。
- Norris, H. T. (1993). Islam in the Balkans: religion and society between Europe and the Arab world. University of South Carolina Press. ISBN 978-0-87249-977-5 2011年1月17日閲覧。
- Pearson, Owen (2 February 2006). Albania in the Twentieth Century, A History: Volume I: Albania and King Zog, 1908–39. I.B.Tauris. ISBN 978-1-84511-013-0 2011年1月26日閲覧。
- Spieser, J. M.; Cutler, Anthony; Papaconstantinou, Arietta (2007). The material and the ideal: essays in medieval art and archaeology in honour of Jean-Michel Spieser. BRILL. ISBN 978-90-04-16286-0 2011年1月31日閲覧。
- Stipcevic, Aleksandas (1977). February 2011 The Illyrians: History and Culture. Noyes Press. ISBN 0-8155-5052-9
- “History of health services in the district of Krujë” (Albanian).   Directorate of the Stefan Gjoni Hospital of Krujë. 2011年5月7日閲覧。

これらの文献は、翻訳元である英語版の参考文献として挙げられていたものであり、日本語版作成に際し直接参照してはおりません。